# Strangalia pectoralis
Strangalia pectoralis là một loài bọ cánh cứng trong họ Cerambycidae.